# 고르카 구루세타
고르카 구루세타 로드리게스(스페인어: Gorka Guruzeta Rodríguez, 1996년 9월 12일 ~ )는 스페인의 축구 선수이다. 그의 포지션은 스트라이커로, 현재 라리가의 아틀레틱 빌바오에서 활약하고 있다.

## 클럽 경력
바스크주, 기푸스코아도 산세바스티안에서 태어난 구루세타는 안티구오코 KE에서 경력을 시작했으며, 2014년에 아틀레틱 빌바오 유소년 팀에 입단했다. 그는 2014-15 시즌 팜 팀 소속으로 테르세라 디비시온에서 성인 무대 데뷔전을 치렀다.
2015년 12월 18일, 아시에르 비얄리브레의 부상으로 인해 구루세타는 세군다 디비시온의 리저브 팀으로 승격되었다. 그는 3일 후 1-1로 비긴 CD 루고와의 홈경기에서 프로 데뷔전을 치렀다.
2018년 8월 27일, 구루세타는 2-2로 비긴 SD 우에스카와의 홈경기에서 마르켈 수사에타와 교체 투입 되어 라리가와 1군 데뷔전을 치렀고, 이후 리그와 코파 델 레이에서 8경기에 더 출전했으며, 세비야 FC와의 컵 대회 원정 경기 (아틀레틱은 이날 경기에서 승리했지만 합계 점수에서 패했다.)에서 1골을 넣었다. 2019년 4월, 3부 리그 B 팀에서 뛰던 그는 오른쪽 무릎 전방십자인대가 파열되는 심각한 부상을 입었다. 그는 성공적으로 회복했지만 1군에서 다시 뛰지는 못했다.
2020년 9월 1일, 구루세타는 사자 군단과의 계약을 해지하고 2부 리그에 새로 승격한 CE 사바델과 3년 계약을 맺었고, 아틀레틱은 2022년까지 그를 다시 영입할 수 있는 옵션을 보유한다. 11월 22일, 그는 3-1로 이긴 라스팔마스와의 홈경기에서 팀의 두 번째 골이자 첫 프로 데뷔골을 넣었다.
2021년 7월 16일, 팀의 강등 이후 구루세타는 SD 아모레비에타와 계약을 맺고 이적했다. 이듬해 7월 3일, 2021-22 시즌 13골을 넣은 그는 팀의 강등 이후 2년 계약을 맺고 아틀레틱에 복귀했다.
2022년 7월 3일, 그는 두 해간의 계약을 체결하며 아틀레틱 클럽으로 돌아왔다. 그는 2022년 8월 29일, 누에보 미란딜라에서 카디스 CF를 상대로 0-4로 승리하며 득점을 기록했다. 11월 4일, 그는 지로나와의 경기에서 시즌 세 번째 골을 넣었다(2-1). 이로써 그는 최상위 리그에서 가장 높은 득점 평균을 기록한 선수가 되었다. 네 일 뒤, 그는 처음으로 출전한 경기에서 산 마메스에서 레알 발라돌리드를 상대로 3-0으로 승리하며 득점을 기록했다. 2023년 3월 17일, 그는 호세 소리야 경기장에서 레알 발라돌리드를 상대로 (1-3) 득점을 기록했다.

## 사생활
구루세타의 아버지인 샤비에르 역시 축구 선수였고, 선수 시절 주로 레알 소시에다드에서 뛴 중앙 수비수였다. 오른쪽 윙어로 활약하고 있는 동생 혼 역시 안티구오코에서 선수 생활을 시작한 뒤 2018년 아틀레틱 빌바오 유소년 팀에 입단했다.

## 수상 내역
개인
- 라리가 이달의 선수: 2023년 8월